# Yoshi
Yoshi (ヨッシー, Yosshī; também romanizado Yossy em alguns materiais em língua japonesa) é um personagem fictício, um dinossauro antropomórfico, que aparece na série de videogames Mario, produzida pela Nintendo. Sua primeira aparição foi em Super Mario World, para Super Nintendo, e posteriormente ele passou a estrelar sua própria série de video-games de plataforma e puzzle. Ele também aparece em vários jogos spin-offs da série Mario, como nas séries Mario Kart, Mario Party, vários jogos de esporte, e também na série Super Smash Bros.

## Criação
Yoshi foi criado pelo designer gráfico Shigefumi Hino, em resposta ao grupo de designers da Nintendo, que estavam manifestando o desejo de uma viagem de Mario em um dinossauro.[carece de fontes?] O nome Yoshi corresponde a pelo menos três ideogramas japoneses: 吉 ("boa sorte"), 義 ("justo, honrado"), e 良 ("bondoso, virtuoso e respeitável"). Como interjeição, "Yoshi" é usado como um motivador, significando "Está bem!" ou "OK!". Esse nome reflete a personalidade otimista do personagem.
O nome completo do popular dinossauro da série Super Mario é T. Yoshisaur Munchakoopas. Black Harris, autor do livro "Console Wars", desenterrou a informação de um antigo guia de personagens oficial da Nintendo.
O sobrenome Munchakoopa é uma brincadeira com uma frase em inglês que significa, em tradução livre, "mastigador de koopas" (nome dado às tartarugas que servem de adversário na série). A cópia do livro oficial, que foi publicado em 1992, não revela o significado da letra inicial do nome do mascote comedor de Koopas. A descrição cita, no entanto, outro fato curioso. O nome científico de Mario Mario é homo nintendonus.

## Aparições
A primeira aparição de Yoshi foi no jogo Super Mario World, para SNES, no qual Yoshi aparece como um típico dinossauro nativo em que Mario ou Luigi podem montar em cima, como em um cavalo, com o objetivo de Yoshi comer inimigos e de aumentar as habilidades dos heróis do jogo, permitindo-os ser atingidos por inimigos sem sofrer danos, quando montados no Yoshi. Este jogo ganhou uma prequela intitulada Super Mario World 2: Yoshi's Island, para SNES, em que o jogador controla Yoshi, que desta vez é o personagem principal do jogo, com o objetivo de proteger o Bebê Mario (versão infantil do Mario) ao mesmo tempo em que avançam pelo jogo à procura do Bebê Luigi (versão infantil do Luigi). Isto levou ao surgimento de uma série spin-off de jogos de plataforma estrelando Yoshi: Yoshi's Story para Nintendo 64, Yoshi Topsy Turvy para Game Boy Advance, e também Yoshi Touch & Go e Yoshi's Island DS, para Nintendo DS.
A primeira aparição de Yoshi em um jogo em 3D foi em Super Mario 64, para Nintendo 64, como um personagem não-jogável. Neste jogo, Yoshi aparece no alto do castelo da Princesa Peach. O telhado do castelo pode ser acessado de várias formas, mas a maneira mais usada é quando o jogador consegue coletar todas as 120 estrelas, e um canhão do lado de fora do castelo será aberto, permitindo que Mario seja lançado para o alto do castelo, e ao chegar lá, ele se encontra com Yoshi [ligação inativa]. Além de Super Mario 64, Yoshi aprece em mais 2 jogos em 3D de plataforma: em Super Mario 64 DS, para Nintendo DS, desta vez como um personagem jogável, e em Super Mario Sunshine, para Game Cube, onde ele pode ser montado por Mario, da mesma forma como em Super Mario World, mas neste jogo, Yoshi não pode entrar na água e só pode atacar inimigos cuspindo o suco de frutas que ele engole.
Além dos jogos de plataforma, Yoshi estrelou 3 jogos de puzzle: Yoshi para NES e Game Boy, Yoshi's Cookie para NES, SNES e Game Boy, e Tetris Attack para SNES e Game Boy. Yoshi também aparece em quase todos os jogos spin-offs da série Mario.
Yoshi aparece em todos os jogos da série Mario Kart como um personagem jogável, onde ele dirige seus karts que são geralmente de cor verde. Em Mario Kart: Double Dash!!, o formato de seu kart é muito semelhante a um Yoshi, e o formato uma das pistas, chamada "Circuito Yoshi", é muito semelhante ao formato do corpo do personagem, quando vista de cima. Além disso, Yoshi também aparece em todos os jogos da série Mario Party como um personagem jogável, e também em todos os jogos da série Mario Golf, exceto na versão para Game Boy Color. Yoshi também é jogável em todos jogos da série Mario Tennis, exceto no jogo Mario Tennis: Power Tour, para Game Boy Advance. Além destes jogos, Yoshi é jogável em todos os outros jogos de esporte do Mario.
Yoshi é um personagem jogável em Super Smash Bros para Nintendo 64, e também nas seqüencias Super Smash Bros Melee para Game Cube, e Super Smash Bros Brawl para Wii. Yoshi, juntamente com outros personagens da séries de video-games Mario e Sonic the Hedgehog, aparecem no jogo Mario & Sonic at the Olympic Games, para Wii e Nintendo DS.
Yoshi também aparece em destaque no jogo Mario Is Missing!.
A contrário do que aparece em alguns jogos, os olhos de Yoshi são azuis.

## Em outras mídias

### Série de televisão
Após o lançamento do jogo Super Mario World, foi produzida uma série de animação com o mesmo nome, na qual Yoshi foi retratado com uma personalidade muito infantil, sempre falando em terceira pessoa e sentindo medo de várias coisas, como Boos e água. Nesta série, Yoshi foi dublado, nos Estados Unidos, por Andrew Sabiston, que posteriormente dublou o personagem Diddy Kong, na série de animação Donkey Kong Country.[carece de fontes?]

### Histórias em quadrinhos
Devido a sua cancelação antecipada, Yoshi não aparece na série de gibis Super Mario Bros., publicada pela Valiant Comics. Entretanto, ele aparece na série de livros Nintendo Adventure Books, que foram previamente baseados nos gibis mencionados anteriormente. Yoshi tem um papel significativo em Super Mario Adventures, impresso pela Nintendo Power. No enredo, Yoshi está à procura de um grupo de Yoshis que foram capturados por Bowser.[carece de fontes?]

### Filme
Yoshi tem um papel significativo no enredo do filme Super Mario Bros., no qual ele aparece na forma de um boneco mecânico real, como se fosse uma versão menor de um velociraptor do filme Jurassic Park. Além disso, Yoshi aparece com um tamanho tão pequeno que ficou impossível de Mario montar em cima dele. Neste filme, Yoshi foi dublado, nos Estados Unidos, por Frank Welker.

## Cronologia
| Ano  | Jogo                                         | Plataforma(s)               | Yoshi jogável |
| ---- | -------------------------------------------- | --------------------------- | ------------- |
| 1991 | Super Mario World                            | SNES                        | Sim           |
| 1992 | Yoshi                                        | NES, Game Boy               | Não           |
| 1992 | Super Mario Kart                             | SNES                        | Sim           |
| 1992 | Mario Is Missing!                            | PC, SNES, NES               | Não           |
| 1992 | Yoshi's Cookie                               | SNES, NES, Game Boy         | Sim           |
| 1993 | Yoshi's Safari                               | SNES                        | Sim           |
| 1995 | Super Mario World 2: Yoshi's Island          | SNES                        | Sim           |
| 1996 | Tetris Attack                                | SNES                        | Não           |
| 1996 | Super Mario RPG: Legend of the Seven Stars   | SNES                        | Não           |
| 1996 | Super Mario 64                               | Nintendo 64                 | Não           |
| 1998 | Yoshi's Story                                | Nintendo 64                 | Sim           |
| 1997 | Mario Kart 64                                | Nintendo 64                 | Sim           |
| 1999 | Mario Party                                  | Nintendo 64                 | Sim           |
| 1999 | Mario Golf                                   | Nintendo 64, Game Boy Color | Sim           |
| 1999 | Super Smash Bros.                            | Nintendo 64                 | Sim           |
| 2000 | Mario Party 2                                | Nintendo 64                 | Sim           |
| 2000 | Mario Tennis                                 | Nintendo 64, Game Boy Color | Sim           |
| 2001 | Mario Party 3                                | Nintendo 64                 | Sim           |
| 2001 | Mario Kart: Super Circuit                    | Game Boy Advance            | Sim           |
| 2001 | Super Smash Bros. Melee                      | Game Cube                   | Sim           |
| 2002 | Super Mario Sunshine                         | Game Cube                   | Sim           |
| 2002 | Super Mario World: Super Mario Advance 2     | Game Boy Advance            | Sim           |
| 2002 | Mario Party 4                                | Game Cube                   | Sim           |
| 2003 | Nintendo Puzzle Collection                   | Game Cube                   | Não           |
| 2003 | Yoshi's Island: Super Mario Advance 3        | Game Boy Advance            | Sim           |
| 2003 | Mario Kart: Double Dash!!                    | Game Cube                   | Sim           |
| 2003 | Mario Party 5                                | Game Cube                   | Sim           |
| 2004 | Mario Golf: Toadstool Tour                   | Game Cube                   | Sim           |
| 2004 | Mario Golf: Advance Tour                     | Game Boy Advance            | Sim           |
| 2004 | Mario Power Tennis                           | Game Cube                   | Sim           |
| 2004 | Mario Party 6                                | Game Cube                   | Sim           |
| 2004 | Paper Mario: The Thousand-Year Door          | Game Cube                   | Sim           |
| 2005 | Yoshi Topsy Turvy                            | Game Boy Advance            | Sim           |
| 2004 | Super Mario 64 DS                            | Nintendo DS                 | Sim           |
| 2005 | Yoshi Touch & Go                             | Nintendo DS                 | Sim           |
| 2005 | Mario Party Advance                          | Game Boy Advance            | Sim           |
| 2005 | Mario Kart DS                                | Nintendo DS                 | Sim           |
| 2005 | Mario Party 7                                | Game Cube                   | Sim           |
| 2005 | Super Mario Strikers                         | Game Cube                   | Sim           |
| 2005 | Mario Kart Arcade GP                         | Arcade                      | Sim           |
| 2006 | Yoshi's Island DS                            | Nintendo DS                 | Sim           |
| 2006 | New Super Mario Bros.                        | Nintendo DS                 | Não           |
| 2007 | Mario Party 8                                | Wii                         | Sim           |
| 2007 | Super Mario Galaxy                           | Wii                         | Não           |
| 2007 | Super Smash Bros. Brawl                      | Wii                         | Sim           |
| 2007 | Mario Strikers Charged                       | Wii                         | Sim           |
| 2007 | Mario & Sonic at the Olympic Games           | Wii, Nintendo DS            | Sim           |
| 2008 | Mario Kart Arcade GP 2                       | Arcade                      | Sim           |
| 2008 | Mario Kart Wii                               | Wii                         | Sim           |
| 2008 | Mario Super Sluggers                         | Wii                         | Sim           |
| 2009 | Mario & Sonic at the Olympic Winter Games    | Wii, Nintendo DS            | Sim           |
| 2009 | New Super Mario Bros. Wii                    | Wii                         | Sim           |
| 2010 | Super Mario Galaxy 2                         | Wii                         | Sim           |
| 2011 | Mario Sports Mix                             | Wii                         | Sim           |
| 2011 | Mario Kart 7                                 | Nintendo 3DS                | Sim           |
| 2012 | Mario Party 9                                | Nintendo Wii                | Sim           |
| 2012 | New Super Mario Bros. U                      | Wii U                       | Sim           |
| 2013 | Mario Party Island Tour                      | Nintendo 3DS                | Sim           |
| 2014 | Mario Kart 8                                 | Wii U                       | Sim           |
| 2014 | Yoshi's New Island                           | Nintendo 3DS                | Sim           |
| 2014 | Super Smash Bros. for Nintendo 3DS and Wii U | Wii U / Nintendo 3DS        | Sim           |
| 2015 | Mario Party 10                               | Wii U                       | Sim           |
| 2015 | Yoshi's Woolly World                         | Wii U                       | Sim           |
| 2018 | Super Smash Bros. Ultimate                   | Nintendo Switch             | Sim           |
| 2019 | Yoshi's Crafted World                        | Nintendo Switch             | Sim           |
| 2020 | Super Mario Party                            | Nintendo Switch             | Sim           |
| 2021 | Mario Party Superstars                       | Nintendo Switch             | Sim           |

### Em outras mídias
| Ano       | Título                   | Mídia                  |
| --------- | ------------------------ | ---------------------- |
| 1991      | Super Mario World        | Série da TV            |
| 1991-1992 | Nintendo Adventure Books | História em quadrinhos |
| 1992      | Super Mario Adventures   | História em quadrinhos |
| 1993      | Super Mario Bros.        | Filme                  |